# ورم وعائي كهفي
الوَرَمٌ الوِعائِيٌّ الكَهْفِيّ (بالإنجليزية: Cavernous hemangioma)‏، أو الورم الكهفي (الورم الكهفي الدماغي عندما يحدث في الدماغ) هو نوع من الأورام الوعائية الحميدة أو الأورام الدموية، يتشكل الورم الوعائي الكهفي على شكل أذية نسيجية في مكان الأوعية الدموية المتوسعة، يسبب هذا النسيج المرضي إبطاء مرور الدم عبر الأجواف، لا تشكل الأوعية الدموية اتصالات خلوية جيدة مع الخلايا المحيطة، ويضعف الدعم البنيوي للعضلات الملساء المشكلة للأوعية الدموية، ما يؤدي إلى تسرب الدم باتجاه الأنسجة المحيطة، يتسسب هذا النزف بحدوث مجموعة متنوعة من الأعراض المرتبطة بالورم الوعائي الكهفي.

## الأعراض
قد يكون الورم الكهفي الدماغي عرضيًا أو غير عرضيًا، ويمكن لبعض المضاعفات أن تكون مهددة للحياة، أو أن تسبب اضطرابات وظيفية كبيرة تعيق الأداء الطبيعي للعضوية، يمكن أن يسبب ارتفاع الضغط ضمن القحف الناتج عن الورم نوبات خطيرة، ونزيف داخل أنسجة المخ، ومشاكل في الرؤية، وصعوبة في الكلام أو استخدام الكلمات، وفقدان الذاكرة، والرنح، بلإضافة إلى استسقاء الدماغ .
تشمل الأعراض الأقل خطورة الصداع والضعف أو التنميل في الذراعين أو الساقين، لا تعتبر هذه الأعراض لوحدها مشخصة للحالة. قد  تؤدي الإصابة العينية إلى حدوث اضطراب أو أذية للعضلات خارج العين والعصب البصري، ويظهر ذلك على شكل رؤية مزدوجة،  وجحوظ مترقي، وانخفاض حدة البصر أو على شكل  تغيرات أخرى في الرؤية، ويمكن أن تؤدي إلى حدوث العمى الجزئي أو الكامل. لا تسبب الإصابة الكبدية عادةً أعراضاً مهمة، ولكن قد يشعر البعض بألم في الجزء العلوي الأيمن من البطن، أو الشعور بالامتلاء بعد تناول كمية قليلة من الطعام، بلإضافة إلى ضعف الشهية، والغثيان والإقياء.

## المعالجة
لا تتطلب الآفات غير العرضية علاجًا، ولكنها تحتاج إلى مراقبتها لملاحظة أي تغيير في الحجم. تعالج الآفات المترقية الموجودة في الأنف أو الشفتين أو الجفون بالستيروئيدات لإبطاء تطورها، يمكن تناول الستيروئيدات عن طريق الفم أو حقنها مباشرة في الورم. يمكن أيضًا تطبيق الضغط على الورم لتقليل حجمه. يُعرف الإجراء الذي يستخدم جزيئات صغيرة لإيقاف تروية الورم باسم العلاج بالتصليب، يسمح هذا العلاج بتقليص حجم الورم وتخفيف مقدار الألم، ولكن  هذا العلاج غير نهائي وقد تعود التروية الدموية للورم من جديد. يمكن اللجوء إلى الجراحة لعلاج الورم في الحالات المترافقة  بتلف الأنسجة السليمة المحيطة بالورم الوعائي الكهفي، أو إذا كان المريض يعاني من أعراض شديدة، يمكن عندئذٍ استئصال الورم بشكل تدريجي. يعتبر النزف وخسارة الدم من المضاعفات الشائعة للجراحة، ويمكن أن يعود الورم للتشكل بعد إزلته، ونضيف إلى هذه المضاعفات خطر حدوث السكتة الدماغية أو الوفاة.
تشمل علاجات الأورام الوعائية الكهفية الدماغية كلًا من الجراحة الشعاعية أو الجراحة المجهرية. يعتمد أسلوب العلاج على موقع الورم وحجمه وعلى الأعراض الموجودة، بالإضافة إلى القصة المرضية للنزف. تُفضل الجراحة المجهرية عمومًا إذا كان موقع الورم الوعائي الكهفي الدماغي سطحيًا، أو إذا كان خطر الأذية الشعاعية للأنسجة المحيطة مرتفعًا جدًا، ومن استطبابات الجراحة المجهرية  نذكر أيضًا: النزيف الدماغي الكبير مع تدهور الحالة العامة للمريض ، والأعراض المعنّدة ( كالنوبات أو الغيبوبة).  يعتبر إشعاع  سكين جاما الآلية المفضلة للجراحة الشعاعية، يوفر جرعة شعاعية دقيقة للورم الوعائي الكهفي الدماغي، وبنفس الوقت يحافظ نسبيًا على الأنسجة المحيطة. لم تكتمل الأبحاث حول استخدام هذه الطرق العلاجية للأورام الوعائية الكهفية في مناطق أخرى من الجسم.